# Caveirac
Caveirac is een gemeente in het Franse departement Gard (regio Occitanie). De plaats maakt deel uit van het arrondissement Nîmes. Caveirac telde op 1 januari 2022 4.328 inwoners.

## Geografie
De oppervlakte van Caveirac bedroeg op 1 januari 2022 15,2 vierkante kilometer; de bevolkingsdichtheid was toen 284,7 inwoners per km².

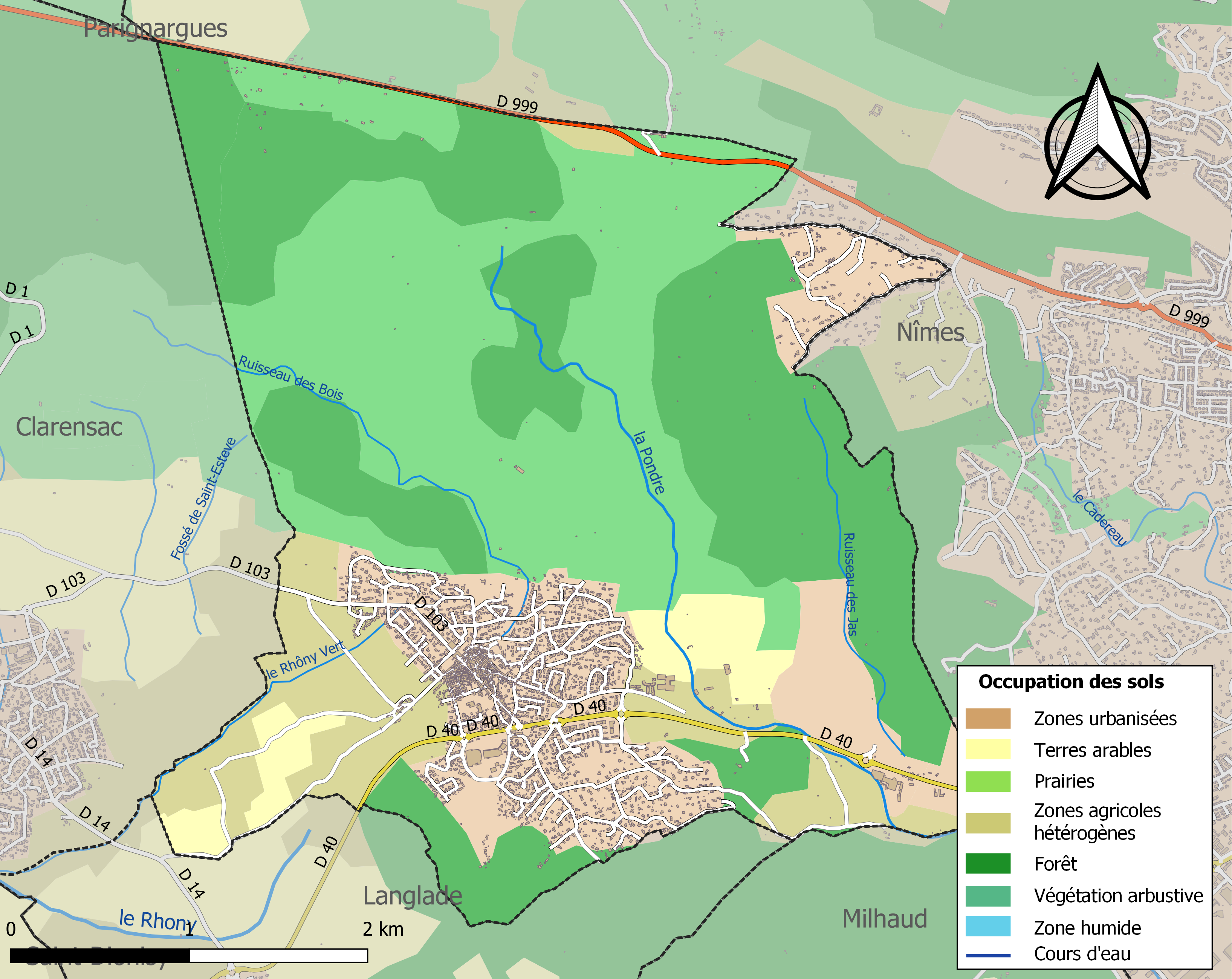
Kaart van de gemeente met belangrijkste infrastructuur, bodemgebruik en omliggende gemeenten

## Demografie
Onderstaande figuur toont het verloop van het inwonertal (bron: INSEE-tellingen).